# Buguda
Buguda è una città dell'India di 13.253 abitanti, situata nel distretto di Ganjam, nello stato federato dell'Orissa. In base al numero di abitanti la città rientra nella classe IV (da 10.000 a 19.999 persone).

## Geografia fisica
La città è situata a 19° 49' 0 N e 84° 47' 60 E e ha un'altitudine di 83 m s.l.m..

## Società

### Evoluzione demografica
Al censimento del 2001 la popolazione di Buguda assommava a 13.253 persone, delle quali 6.710 maschi e 6.543 femmine. I bambini di età inferiore o uguale ai sei anni assommavano a 1.807, dei quali 909 maschi e 898 femmine. Infine, coloro che erano in grado di saper almeno leggere e scrivere erano 8.891, dei quali 5.102 maschi e 3.789 femmine.